# 大格洛克纳阿尔卑斯高山公路
大格洛克纳阿尔卑斯高山公路（德语：Großglockner-Hochalpenstraße）是奥地利海拔最高的一条山岳公路，两端分别连接萨尔茨堡州的大格洛克纳施特拉瑟地区布鲁克和克恩顿州的海利根布卢特，海拔2504米. 这条公路得名于奥地利最高的山峰大格洛克纳山。这是一条景观道路，也是一条收费道路。
1856年奥地利皇帝弗朗茨约瑟夫一世和伊丽莎白皇后曾到访此处，瞭望大格洛克纳山、巴斯特泽冰川全景。